# Římskokatolická farnost Zhoř u Jihlavy
Římskokatolická farnost Zhoř u Jihlavy je územní společenství římských katolíků ve Zhoři, s farním kostelem sv. Markéty.

## Území farnosti
- Arnolec – kaple sv. Vendelína
- Lipina
- Nadějov
- Stáj
- Zhoř – farní kostel sv. Markéty

## Historie farnosti
První písemná zmínka o Zhoři pochází z roku 1298. K roku 1339 je už zmiňována zhořská farnost s románským kostelem svaté Markéty. Roku 1552 se stal majitelem vsi rod Chroustenských z Malovar, protestantského vyznání a fara nebyla obsazována. Tento stav trval až do roku 1620. Roku 1765 byla obnovena ve Zhoři lokalie. Ta se roku 1784 osamostatnila a v roce 1859 byla ustanovena samostatná zhořská farnost.

## Duchovní správci
Přehled kněží působících ve Zhoři je známý od roku 1765. Od 1. srpna 2014 byl administrátorem excurrendo ustanoven R. D. Mgr. Zdeněk Veith.

## Bohoslužby
| Kostel      | Místo | Bohoslužba (den)    | Hodina     | Poznámka     |
| ----------- | ----- | ------------------- | ---------- | ------------ |
| sv. Markéty | Zhoř  | neděle středa pátek | 9:15 17.15 | farní kostel |

## Aktivity ve farnosti
Dnem vzájemných modliteb farností za bohoslovce a bohoslovců za farnosti brněnské diecéze je 4. duben. Adorační den připadá na nejbližší neděli po 20. dubnu.
Ve farnosti se koná tříkrálová sbírka. V roce 2017 činil její výtěžek 18 765 korun.

## Kněží pocházející z farnosti
V roce 1902 se v Arnolci narodil P. Josef Toufar, kněz známý v souvislosti s tzv. Číhošťským zázrakem. Svou primiční mši svatou sloužil 5. července 1940 ve farním kostele ve Zhoři.